# Garhanga
Garhanga ist eine Landgemeinde im Departement Keita in Niger.

## Geographie
Garhanga liegt in der Sahelzone. Die Nachbargemeinden sind Keita im Norden, Ibohamane im Nordosten, Tabotaki im Osten, Déoulé im Südosten, Allakaye im Süden, Badaguichiri im Südwesten und Tamaské im Westen. Bei den Siedlungen im Gemeindegebiet handelt es sich um 44 Dörfer, 25 Weiler und ein Lager. Der Hauptort der Landgemeinde ist das Dorf Garhanga. Es liegt auf einer Höhe von 521 m.
Weite Teile der Gemeinde einschließlich des Hauptorts liegen in der Gebirgslandschaft Ader Doutchi. Das abwechslungsreiche Oberflächenrelief besteht aus Hochebenen, Tälern und deren Einzugsgebieten. Die Haupttäler in der Landgemeinde sind das Doudoubey-Tal, dessen Hauptort das Dorf Garhanga ist, sowie das Laba-Tal mit dem Dorf Laba als Hauptort und das Gadamata-Tal mit dem Dorf Tchimbaba Tané als Hauptort.
Die durchschnittliche jährliche Niederschlagsmenge in der Gemeinde betrug im Zeitraum 1997–2006 458,84 Millimeter bei durchschnittlich 41 Regentagen im Jahr. Die Regenzeit dauert in der Regel von Juni bis September. Die einst reiche Tier- und Pflanzenwelt Garhangas dünnte sich seit den 1950er Jahren zunehmend aus. In den Hochebenen wachsen vereinzelt Akazien, Filzblättrige Jujuben, Piliostigma reticulatum und Wüstendatteln. In den Tälern gibt es eine dichtere Vegetation. Der Wildtierbestand – Affen, Eichhörnchen, Hasen und Perlhühner – ist wegen fehlenden Lebensräumen, Wassermangel und zunehmender menschlicher Besiedlung im Schwinden begriffen.

## Geschichte
Birni Ader, heute ein Dorf im Gemeindegebiet von Garhanga, war der Hauptort der 1674 geschaffenen Provinz Ader des Sultanats Aïr. Anfang des 19. Jahrhunderts wurde Illéla anstelle von Birni Ader zum Hauptort der Provinz.
Der britische Reiseschriftsteller A. Henry Savage Landor besuchte 1906 die Dörfer Laba, Mansala und Tarwada im Rahmen seiner zwölfmonatigen Afrika-Durchquerung. Die französische Verwaltung löste 1913 Garhanga als eigenen Kanton aus dem 1904 geschaffenen Kanton Keita heraus. Im Jahr 2002 ging im Zuge einer landesweiten Verwaltungsreform aus dem Kanton Garhanga die Landgemeinde Garhanga hervor. Der staatliche Stromversorger NIGELEC elektrifizierte den Hauptort im Jahr 2018.

## Bevölkerung
Bei der Volkszählung 2012 hatte die Landgemeinde 69.712 Einwohner, die in 10.234 Haushalten lebten. Bei der Volkszählung 2001 betrug die Einwohnerzahl 48.270 in 7020 Haushalten.
Im Hauptort lebten bei der Volkszählung 2012 5586 Einwohner in 892 Haushalten, bei der Volkszählung 2001 4264 in 621 Haushalten und bei der Volkszählung 1988 3652 in 538 Haushalten.
In der Gemeinde leben Angehörige der Hausa, Tuareg und Fulbe. Neben dem Islam bestehen noch traditionelle Religionen.

## Politik
Der Gemeinderat (conseil municipal) hat 19 gewählte Mitglieder. Mit den Kommunalwahlen 2020 sind die Sitze im Gemeinderat wie folgt verteilt: 14 PNDS-Tarayya und 5 MPR-Jamhuriya.
Jeweils ein traditioneller Ortsvorsteher (chef traditionnel) steht an der Spitze von 36 Dörfern in der Gemeinde, darunter dem Hauptort.

## Wirtschaft und Infrastruktur

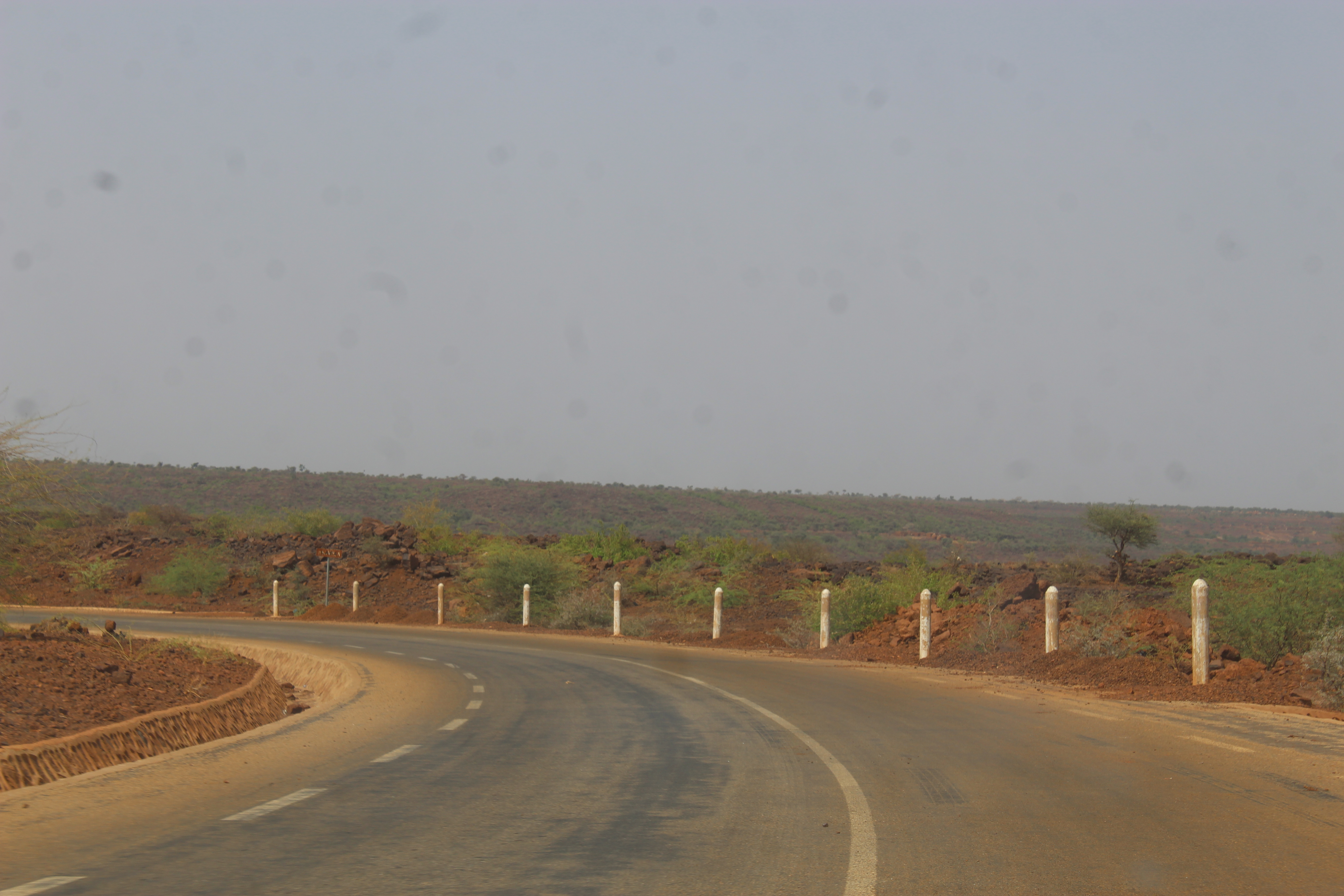
Nationalstraße 16 in Garhanga (2024)

Mehr als 90 % der Bevölkerung arbeiten in der Landwirtschaft. Die Gemeinde liegt in einer Zone, in der vor allem Regenfeldbau betrieben wird. In dieser Form angebaut werden das Grundnahrungsmittel Hirse sowie Sorghum, Augenbohnen, Erdnüsse, Mais, Okra, Süßkartoffeln, Catjangbohnen und Maniok. In den Tälern wird ferner Bewässerungsfeldwirtschaft für Gemüse und Piment praktiziert. Im Westen des Gemeindegebiets gibt es drei natürlichen Wasserstellen, an denen Obst, vor allem Bananen, angebaut wird, das eine wichtige Einkommensquelle darstellt. Außerdem werden die Früchte von Wüstendatteln und Jujuben gegessen und Gummi arabicum gewonnen. Die geernteten Hülsenfrüchte von Akazien und Anabäumen dienen als Viehfutter. Mehrere Faktoren sorgen für ungünstige Verhältnisse für landwirtschaftliche Aktivitäten. Dazu zählen insbesondere die Bodenerosion und die Unsicherheit bei den Niederschlägen. Die Niederschlagsmessstation im Hauptort liegt auf 360 m Höhe und wurde 1959 in Betrieb genommen. In der Viehzucht herrscht extensive Tierhaltung von Ziegen, Schafen, Rindern, Eseln, Pferden und Kamelen vor. Die Viehzüchter haben mit Krankheiten des Viehbestands, unzureichenden und kleiner werdenden Weideflächen und Landnutzungskonflikten mit den Ackerbauern zu kämpfen.
In Garhanga gibt es verschiedene Handwerksbetriebe, darunter Gerbereien, Korbmachereien, Schmieden und Töpfereien. Deren Erzeugnisse gelangen aufgrund der Abgelegenheit der Landgemeinde und fehlender Organisation kaum in den überregionalen Handel. Der Einzelhandel liegt vorwiegend in den Händen von Frauen und leidet an mangelhaftem Betriebskapital. Gehandelt werden unter anderem Erdnussöl, Geschirr, Gewürze und Süßwaren. Das staatliche Versorgungszentrum für landwirtschaftliche Betriebsmittel und Materialien (CAIMA) unterhält eine Verkaufsstelle im Hauptort. Arbeitsmigration ist weit verbreitet und wird in größeren Familien rotativ betrieben. Es gibt bedeutende Vorkommen von Gips und Kalk in der Landgemeinde, die in traditioneller Weise abgebaut werden. Die wichtigste Energiequelle für die Bevölkerung ist Brennholz, das zum Kochen gebraucht wird. Bauholz muss zu einem großen Teil aus den Nachbarländern importiert werden. Für die tägliche Zubereitung von Tee und in den Schmieden wird Holzkohle verwendet. Die vorherrschende Form künstlicher Beleuchtung ist die Petroleumlampe, nur ins Dorf Laba wurde eine Hochspannungsleitung aus dem nahen Nigeria geleitet.
Im Bildungswesen stehen 41 über das Gemeindegebiet verteilte Grundschulen und zwei Mittelschulen zur Verfügung. Der CEG Garhanga und der CEG Laba sind allgemein bildende Schulen der Sekundarstufe des Typs Collège d’Enseignement Général (CEG). Beim Centre de Formation aux Métiers de Guidan Dan Gouari (CFM Guidan Dan Gouari) im Dorf Guidan Dan Gouari und beim Centre de Formation aux Métiers de Laba (CFM Laba) handelt es sich um Berufsausbildungszentren. Die Brutto-Einschulungsrate in Garhanga betrug 2006 45 % (bei Mädchen 35,42 %). Gesundheitszentren des Typs Centre de Santé Intégré (CSI) sind im Hauptort sowie in den Siedlungen Fararatt Baba, Grado Nord und Laba vorhanden, allerdings gibt es keine einzige Apotheke.
Durch Garhanga verläuft die Nationalstraße 16, die den Ort mit der Regionalhauptstadt Tahoua verbindet. Für Karren, Motorräder und Autos sind die Straßen, deren Zustand generell schlecht ist, in der Regenzeit kaum zu verwenden. Transporte werden vor allem mit Eseln und Kamelen erledigt.